# Trilby

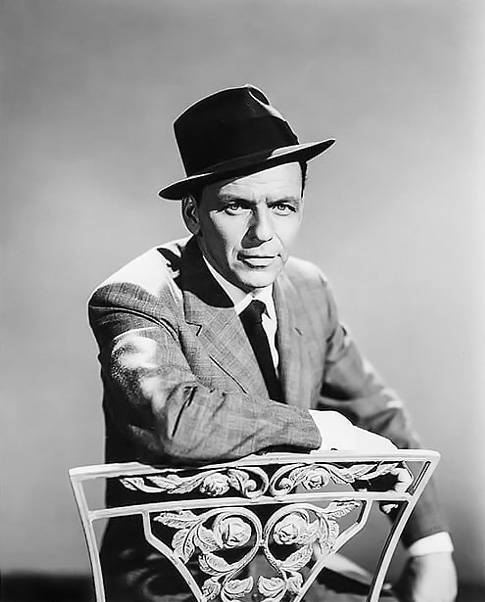
Frank Sinatra amb un Trilby

Un trilby és un tipus de barret d'ala estreta. El trilby va ser vist una vegada com el barret preferit de l'home ric; de vegades s'anomena "trilby marró" a Gran Bretanya i es va veure freqüentment a les curses de cavalls. pren el nom de la novel·la Trilby de George du Maurier, publicada el 1894. Es tracta d'un petit barret rodó, amb petites vores elevades als extrems (i generalment rebaixats a la part davantera), i la corona baixa del qual és una mascota com un barret clàssic, és a dir, pessigat per la part davantera fins al lloc on s'agafa. .
El trilby es pot fabricar de tots els materials : per exemple, per a l'estiu : en tela de cotó, en palla (en jonc, en ràfia... o més noblement en sisal, fins i tot a panamà), etc. Per a l'hivern : feltre (llana o pèl de conill), llana o altres teixits. L'empresa tradicional de barrets de Londres Lock and Co. descriu el trilby com que té una "visera més curta que està inclinada cap avall a la part davantera i lleugerament cap amunt a la part posterior" en comparació amb la "visera més ampla que és més plana" de la d'un fedora.

## Història

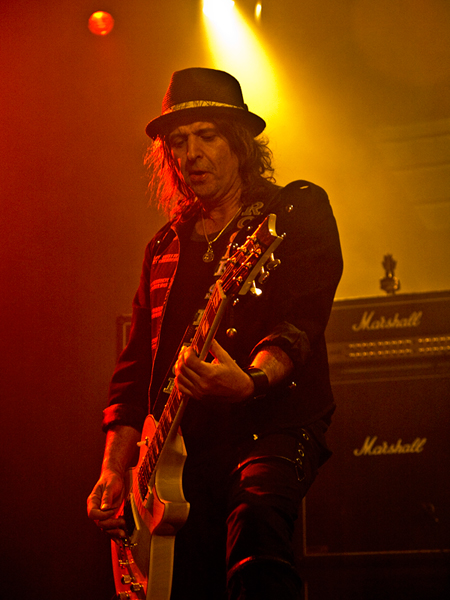
Phil Campbell amb la marca registrada Trilby

El nom del barret deriva de l'adaptació escènica de la novel·la de 1894 de George du Maurier Trilby. Un barret d'aquest estil es va portar a la primera producció londinenca de l'obra, i aviat es va anomenar "un barret de Trilby ". La seva forma s'assembla una mica al barret tirolès. Aquest barret prové dels barrets clàssics (barrets de tela o feltre dels avis dels anys 70) i dels barrets de pastís de porc. Va ser popularitzat notablement pels Blues Brothers.
Tradicionalment es feia amb feltre de pèl de conill, però ara se sol fer amb altres materials, com ara tweed, palla, cotó pesat, llana i mescles de llana/niló. El barret va assolir el seu zenit de popularitat comuna als anys 60; l'espai lliure inferior al cap dels automòbils nord-americans feia poc pràctic portar un barret amb una corona alta mentre conduïa. Va desaparèixer de la popularitat als anys 70 quan els barrets d'home van passar de moda i la moda masculina es va centrar en pentinats molt cuidats.
El barret va veure un ressorgiment de la popularitat a principis de la dècada de 1980, quan es va comercialitzar tant per a homes com per a dones en un intent de capitalitzar una tendència de moda retro i ha estat a la venda des dels anys 2000 a la majoria dels principals barreters europeus. Portat per molts músics de moda, des del jazz fins al hip-hop, s'enfronta a una competència molt forta per la forma més aviat semblant del barret pastís de porc. Actualment són les marques americanes Stetson o Bailey les que més contribueixen a Europa a la distribució d'aquestes formes.

Aquestes dues formes, Pork pie i Trilby, han contribuït en gran manera al renaixement i èxit del barret en general, i del barret d'ala petita en particular, amb la joventut occidental, portant en la seva dinàmica a un renaixement general de tots els barrets. com gorres, boines i altres gorres i barrets

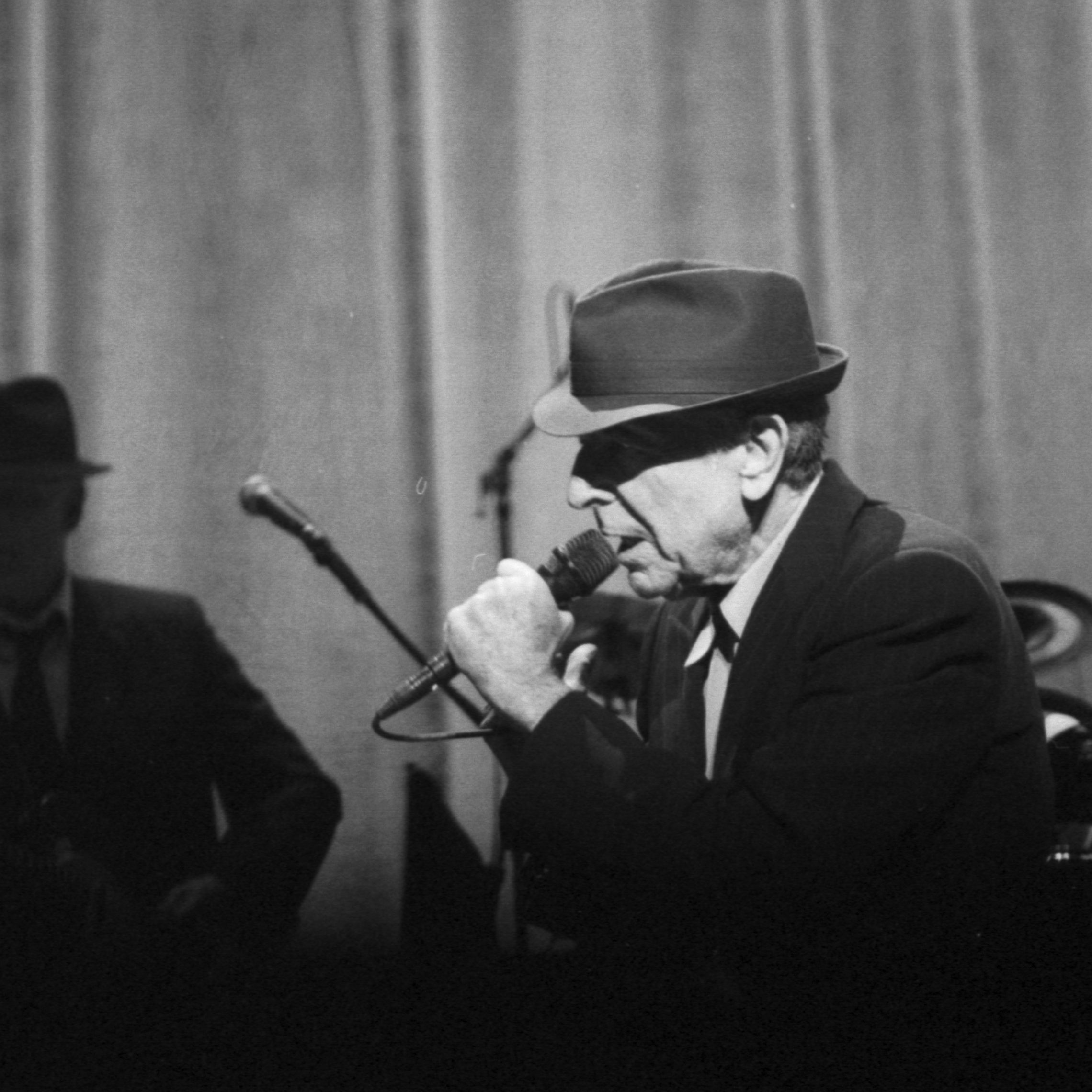
Leonard Cohen amb un Trilby

## En la cultura popular
Frank Sinatra va ser identificat amb barrets trilby, i hi ha un trilby de disseny signat que porta el seu nom. Entre altres cantants, Leonard Cohen i el poeta reggae Linton Kwesi Johnson sovint porten un trilby durant les seves actuacions.
Peter Sellers com a inspector Clouseau portava un trilby d' Herbert Johnson a A Shot in the Dark (1964), de Blake Edwards, el segon de la seva sèrie "Pink Panther" ; el trilby de feltre va donar pas a un de tweed en pel·lícules posteriors. El personatge de dibuixos animats Inspector Gadget porta un barret trilby.
A l'episodi de la primera sèrie "The Think Tank" del programa Are You Being Served?, es revela que la política de la botiga de Grace Brothers inclou un ordre jeràrquic per als barrets que fa servir el personal masculí: bolos per als caps de departament i superiors, homburgs per al personal de planta superior i trilbys o gorres per al personal de planta inferior.